# Hrušov, Rožňava
Hrušov este o comună slovacă, aflată în districtul Rožňava din regiunea Košice. Localitatea se află la altitudinea de 232 m deasupra n.m., se întinde pe o suprafață de 16,8 km2 și în 2017 număra 332 de locuitori.

## Istoric
Localitatea Hrušov este atestată documentar din 1285.

## Demografie
| An:                | 1994 | 2004   | 2014   | 2024   |
| ------------------ | ---- | ------ | ------ | ------ |
| Număr de persoane: | 360  | 345    | 336    | 331    |
| Diferență:         |      | −4,16% | −2,60% | −1,48% |

| An:                | 2023 | 2024   |
| ------------------ | ---- | ------ |
| Număr de persoane: | 335  | 331    |
| Diferență:         |      | −1,19% |